# Лобарёв, Лин
Лин Лобарёв (также Павел Гремлёв, настоящее имя Лев Валентинович Лобарёв, род. 17 января 1977, Москва) — российский журналист, издатель, поэт, писатель-фантаст. Главный редактор журнала «Мир фантастики» в 2012—2015 годы, до этого участвовал в работе над журналом с майского номера 2011 года.
Пишет стихи и фантастическую прозу. Было выпущено два сборника стихов — «Птицелов» (1997) и «Готовность к жизни» (2003). Художественные произведения публиковались в газетах («Дети Арбата», «Пропеллер» и др.), журналах («Порог», «Химия и жизнь», «FANтастика»), сборниках («Театр теней», «Цветной день», «FANтастика»). Фантастические рассказы и стихи получали призовые места на международном конвенте любителей фантастики «Зиланткон». Является членом Московского союза литераторов.
В журнале «Мир фантастики» несколько лет вёл передачу «Киноляпы и интересные факты» на диске, позже выступал в качестве автора и редактора. С января 2012 года по декабрь 2015 года — главный редактор журнала.
Тесно связан с ролевым сообществом. С 1991 года принимает участие в ролевых играх, многие игры организовывал в составе мастерской группы.
Учредитель, издатель и редактор литературного альманаха «Конец эпохи». В альманахе публиковались художественные произведения авторов, как связанных с ролевым сообществом, так и не имеющих к нему отношения (например, Евгений Лукин, Святослав Логинов, Вера Полозкова или Линор Горалик). Альманах просуществовал 15 лет (с 1995 по 2009 год, вышло 38 выпусков) и на момент закрытия являлся фэнзином с самой долгой историей среди прочих изданий, имеющих отношение к фантастике или ролевой среде.
Постоянный участник конвента «Зиланткон». С 2003 по 2005 год работал в оргкомитете конвента администратором литературного и фэн-блоков. Впервые организовал на этом фестивале мастер-классы писателей.
В 2009 году выступил одним из организаторов Первого Московского фестиваля вольных издательств «Бу!фест». В 2011 году учредил издательство «БастианBooks», работающее по технологии print on demand и специализирующееся на издании редких книг. В 2015 году в издательстве вышла книга, в которой Лин Лобарёв указан переводчиком стихов «африканского поэта Нгвембе Ронга».
Исполняет собственные песни и стихи. Даёт сольные концерты на «Зилантконе». В 1999 году вышел диск песен «Поединок с небом».
В 2018 году сделал вёрстку для русскоязычного печатного издания книги «Гарри Поттер и методы рационального мышления».